# 知識的詛咒
知识的诅咒（英語：Curse of knowledge），又称专家盲点，是一種認知偏差，指人在與他人交流的時候，下意識地假設對方擁有理解所需要的背景知識。Robin Hogarth首先提出該名詞。专家盲点也是教育的重大阻礙之一。